# Belascoáin
Belascoáin ist ein Ort und eine Gemeinde (municipio) mit 129 Einwohnern (Stand: 2024) in der autonomen Gemeinschaft Navarra im Norden von Spanien.

## Lage und Klima
Belascoáin liegt in ca. 430 m Höhe und ist ca. 18 Kilometer (Fahrtstrecke) in westsüdwestlicher Richtung von der Regionalhauptstadt Pamplona entfernt. Der Arga durchfließt die Gemeinde im Osten.

## Bevölkerungsentwicklung
| Jahr      | 1970 | 1981 | 1991 | 2001 | 2011 | 2021 |
| Einwohner | 149  | 80   | 85   | 107  | 127  | 117  |

## Sehenswürdigkeiten
- mittelalterliche Brücke

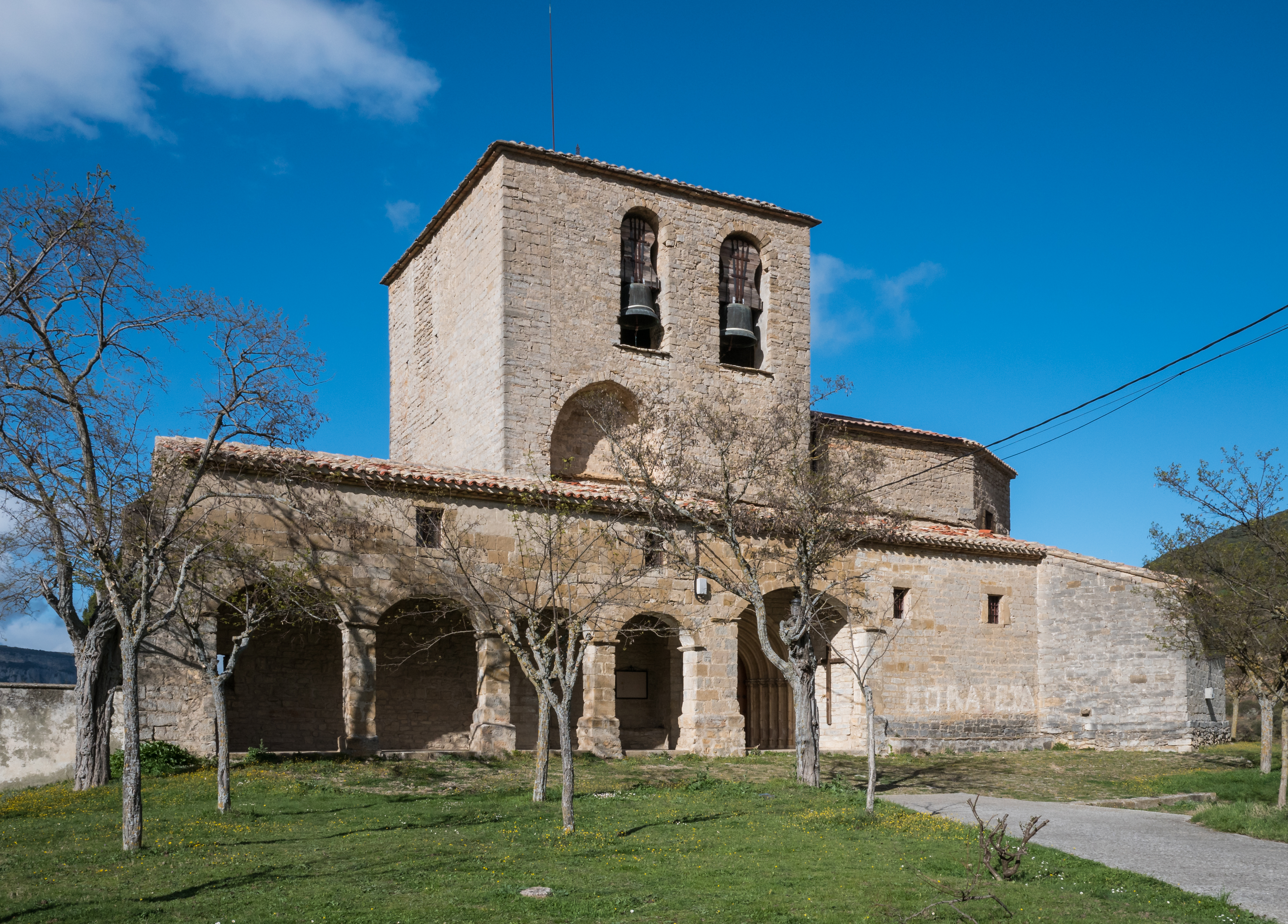
Kirche Mariä Himmelfahrt

- Kirche Mariä Himmelfahrt

## Persönlichkeiten
- Barby Kelly (1975–2021), Musikerin